# (32444) 2000 RL101
2000 أر أل 101 (ويعرف أيضًا باسم (32444) 2000 أر أل 101 وفق تسمية الكوكب الصغير) (بالإنجليزية: 2000 RL101)‏ هو كويكب ضمن حزام الكويكبات؛ وترتيبه 32444 من حيث الاكتشاف.
اكتُشف هذا الجُرم الفلكي بواسطة مرصد لويل للبحث عن الأجرام القريبة من الأرض في 5 سبتمبر 2000.

## وصلات خارجية
- (32444) 2000 RL101 في قاعدة بيانات مختبر الدفع النفاث لأجرام النظام الشمسي الصغيرة

- الاكتشاف · مخطط المدار ·  العناصر المدارية · المعلمات المادية

- (32444) 2000 RL101 على موقع ويكي سكاي: DSS2, SDSS, GALEX, IRAS, Hydrogen α, X-Ray, Astrophoto, Sky Map, Articles and images